# Павло Суслов
Павло «Волат» Суслов (біл. Павел «Волат» Суслаў; 20 вересня 1995, Гомель, Білорусь — 15 травня 2022, Україна) — білоруський доброволець, який брав участь в Російсько-українській війні на боці України.

## Біографія
У школі цікавився історією. В 2014/15 роках у віці 18 років служив у розвідувальній роті 3-ї бригади білоруського спецназу (в/ч 3214). Після закінчення служби рік жив цивільним життям, працював охоронцем.

### Участь у бойових діях
Восени 2016 року поїхав на Донбас і приєднався до 1-ї окремої штурмової роти «Правого сектору». Після тижня у військовому таборі він почав виконувати завдань на передовій. Перші бойові дії провів у Пісках, згодом брав участь у боях за Авдіївку, зокрема під час загострення конфлікту у 2017 році.
У 2018 році підписав контракт із Збройними силами України. У складі ЗСУ займався розвідувально-диверсійною діяльністю на непідконтрольних територіях. Брав участь у бойових діях на Луганському напрямку, в районі Світлодарської дуги.
У червні 2021 року зазнав важких поранень: осколки влучили в голову та ділянку серця. Павло перебував у штучній комі та був підключений до апарату ШВЛ. Під час лікування лікарі вилучили з його голови осколок і готувалися до операції з видалення осколка з серця.
У 2022 році брав участь у формуванні полку імені Кастуся Калиновського, очолив розвідувальну частину полку.

### Загибель
15 травня 2022 року Павло Суслов брав участь в операції з визволення від російських військ села на кордоні Херсонської та Миколаївської областей. Виконуючи завдання, він зачепився за розтяжку й зазнав важкого поранення.
Медики швидкої допомоги прибули до потерпілого через 20 хвилин. Іван Марчук брав участь в евакуації Суслова. Парамедики двічі перезапускали серце Павла та проводили реанімацію. З працюючим серцем його доставили до лікарні, але через значну крововтрату врятувати його не вдалося.
Згідно з висновком хірурга, у Павла були важкі ураження печінки та нирок, щонайменше 5 поранень грудної клітки. Половина грудної клітки була заповнена кров'ю, а внутрішня крововтрата становила щонайменше 3 літри.

## Нагороди
- Медаль ордена Пагоні (Рада БНР)[9]
- Медаль «Честь і гідність» (Рада БНР; 10 червня 2023, посмертно) — вручена Світланою Тихановською родичам Суслова.[10]
- Медаль «Україна — понад усе!» (ГУР МО; 15 травня 2024, посмертно)[11] — вручена матері Наталії Сусловій.[12][13]

## Вшанування пам'яті
На честь Суслова названий батальйон «Волат» полку імені Кастуся Калиновського.